# Liéhon
Liéhon é uma comuna francesa na região administrativa de Grande Leste, no departamento de Mosela. Estende-se por uma área de 5,38 km². Em 2010 a comuna tinha 119 habitantes (densidade: 22,1 hab./km²).